# Росіта (Беліз)

Росіта (англ. Rosita) — поселення на північному заході Белізу, в окрузі Ориндж-Волк, на південний захід від адміністративного центру краю.

## Розташування
Росіта знаходиться на низовині Юкатанської платформи в серединній частині Белізу.  Місцевість навколо Росіти рівнинна, помережена невеличкими річками та болотяними озерцями, а село стоїть
зовсім поруч із головною водною артерією округу — повноводною річкою Ріо-Ондо (Río Hondo) та її притокою Ріо-Браво (Río Bravo).

## Населення
Населення за даними на 2010 рік становить 154 осіб. З етнічної точки зору, населення — це суміш: майя, метисів та креолів.
| Рік       | 2000 | 2010 |
| --------- | ---- | ---- |
| Населення | 102  | 154  |

## Клімат
Росіта знаходиться у зоні тропічного мусонного клімату. Середньорічна температура становить +24 °C. Найспекотніший місяць квітень, коли середня температура становить +26 °C. Найхолодніший місяць січень, з середньою температурою +21 °С. Середньорічна кількість опадів становить 3261 міліметрів. Найбільше опадів випадає у жовтні, в середньому 404 мм опадів, самий сухий квітень, з 46 мм опадів.